# Geophilus parki
Geophilus parki är en mångfotingart som först beskrevs av Ronald Daniel Auerbach 1954.  Geophilus parki ingår i släktet Geophilus och familjen storjordkrypare. Inga underarter finns listade i Catalogue of Life.